# Ismaël Omar Mostefaï
Pour les articles homonymes, voir Mostefaï.
Ismaël Omar Mostefaï né le 21 novembre 1985 à Courcouronnes (Essonne) et mort le 14 novembre 2015 à Paris, est un terroriste islamiste français.
Il est l'un des trois auteurs, avec Samy Amimour et Foued Mohamed-Aggad, de la tuerie du Bataclan qui a causé la mort de 90 personnes lors des attentats du 13 novembre 2015 à Paris.

## Biographie
Ismaël Omar Mostefaï est né en 1985 à Courcouronnes d'un père algérien, Mohamed, et d'une mère portugaise convertie à l'islam, Lucia de Fatima Moreira. Il suit une filière BEP dans cette ville et est noté comme étant un élève difficile. Vers 2005, il s’installe avec sa famille à Chartres dans le quartier de La Madeleine. Il y reste jusqu'en 2012. Ismaël Omar Mostefaï est condamné à huit reprises entre 2004 et 2010 pour des faits de petite délinquance. Il n'est toutefois pas incarcéré. Il travaille entre 2008 et 2010 dans une boulangerie industrielle à Créteil dans le Val-de-Marne. Il épouse le 10 juin 2008 une cousine, originaire d'un village près d’Oran. Ensemble, ils ont deux enfants, en juin 2010 puis en août 2013, quelques semaines avant son départ pour la Syrie,.

### Radicalisation
Entre 2007 et 2010, Mostefaï fait partie du mouvement Tabligh, une mouvance islamiste piétiste et fréquente la mosquée du mouvement à Lucé. Il quitte brusquement ce groupe en 2010. Il fréquente ensuite assidûment la grande Mosquée de Chartres jusqu'en 2012. C'est aussi en 2010 qu'il est signalé pour sa radicalisation et fait l'objet d'une fiche « S ». Il a en effet été repéré en compagnie d'Abdelilah Ziyad, un Marocain condamné à huit ans de prison en France pour sa participation à la préparation de l'attentat de 1994 à l'hôtel Asni à Marrakech qui a fait deux morts,.
Les services secrets turcs le repèrent le 6 septembre 2013 sur le territoire turc en compagnie de Samy Amimour, avec qui il commettra le massacre du Bataclan en 2015 et d'un de ses amis. Selon un responsable gouvernemental turc, la Turquie a signalé Ismaël Omar Mostefaï à deux reprises, en décembre 2014 et juin 2015, aux autorités françaises sans recevoir aucune réponse en retour. Sa fiche « S » est renouvelée le 12 octobre 2015,.
Le 19 janvier 2016, il apparaît, sous le nom d'Abu Rayyan al-Faransi, dans un photomontage de l'EI à la gloire des auteurs des attentats du 13 novembre. 
Dans une vidéo de l'EI filmée avant les attaques et sortie le 24 janvier 2016, il apparaît en treillis, menaçant puis décapitant un homme au couteau.

### Participation à la tuerie du Bataclan
Le 13 novembre 2015, il participe, avec Foued Mohamed-Aggad et Samy Amimour à la tuerie du Bataclan, l'une des trois séries d'attentats visant l'Île-de-France ce jour-là. Les trois hommes, munis de kalachnikov et de ceintures explosives commencent leur attaque à  21 h 40. Elle durera plusieurs heures, causant la mort de 90 spectateurs. Après la mort d'Amimour, tué par un policier de la BAC à 22 h 7, les deux derniers terroristes se retranchent avec une dizaine d'otages. La BRI décide, après des négociations infructueuses, de donner l'assaut pour libérer les spectateurs retenus par les deux djihadistes. Il durera cinq minutes. Le premier binôme de la colonne d'intervention ouvre la porte, abrité derrière un bouclier Ramsès. Il recevra vingt-sept impacts. Les hommes de la BRI avancent vers l'endroit où les terroristes se sont réfugiés des otages se mettent à l'abri en rampant. Les terroristes, positionnés au fond et essayant de s'abriter derrière les otages répondent à l'assaut des policiers par des tirs nourris. Une partie des policiers lancent des grenades détonantes et défensives, au fur et à mesure de leur avancée, les autres aident les otages à quitter les lieux. Arrivés face aux terroristes, les hommes de la BRI tirent. Ismaël Mostefaï mortellement touché, déclenche sa ceinture explosive. La déflagration tue Foued Mohamed-Aggad,. Tous les otages sont évacués sains et saufs.
Son père et son frère sont mis en garde à vue le 14 novembre 2015 dans le cadre de l'enquête sur les attentats du 13 novembre 2015 à Paris.
Le 12 février 2016, il est inhumé dans l'intimité dans le carré musulman du cimetière parisien de Thiais, sa sépulture est anonyme.

### Note
1. ↑  Ismaël est son premier prénom, Mostefaï son nom de famille. Il accolait lorsqu'il se nommait, son second prénom sous la forme Ismaël-Omar. Ce choix provient peut être de la volonté d'insister sur le caractère islamique de ses origines, Omar étant le second calife de l'islam[1]